# Carew Falls
Die Carew Falls (auch bekannt als Carew Creek Falls) sind Wasserfälle im Grey District in der Region West Coast auf der Südinsel von Neuseeland.

## Geographie
Die Fälle liegen im Lauf des Carew Creek, der in nördlicher Fließrichtung in den Lake Brunner / Moana mündet. Die Fallhöhe der Carew Falls beträgt 30 Meter.
Die Fahrzeit mit dem Auto von Hokitika bzw. Greymouth zum Südufer des Lake Brunner beträgt jeweils eine Stunde. Von dort aus führt ein Wanderweg entlang des Carew Creek in rund 30 Minuten zum Wasserfall.